# سفارت هند در پکن

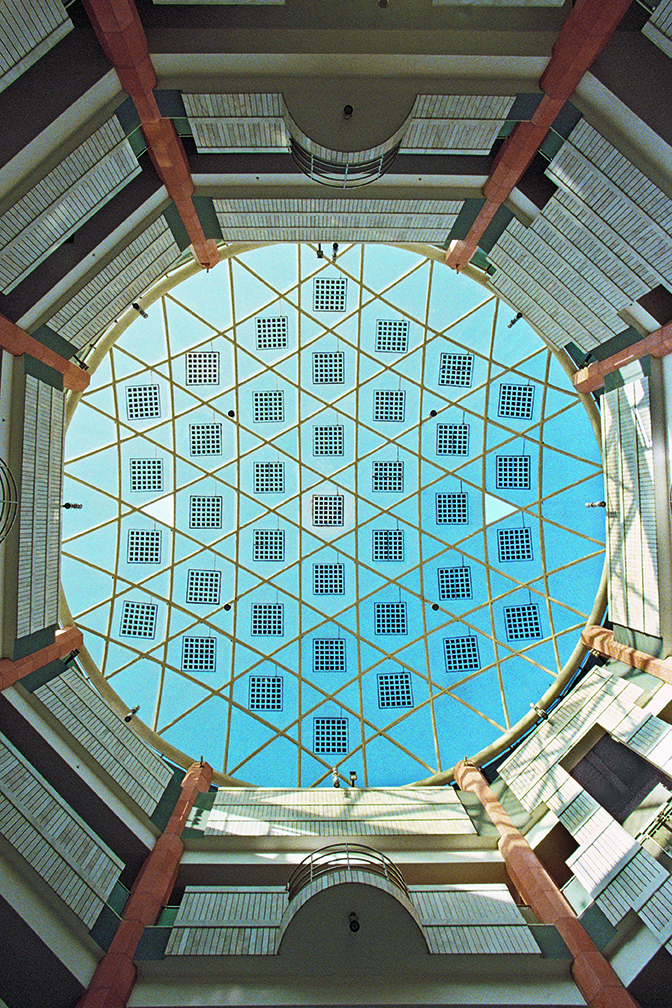
نمای سقف بنا

سفارت هند در پکن (هندی: भारतीय दूतावास, बीजिंग; چینی ساده: 印度驻华大使馆; چینی سنتی: 印度駐華大使館; پین‌یین: Yìndù Zhùhuá Dàshǐguǎn) یک سفارت در چین است که در پکن واقع شده‌است.